# Jean-François-Joseph de Rochechouart
Jean-François-Joseph de Rochechouart de Faudoas (Tolosa, 28 gennaio 1708 – Parigi, 20 marzo 1777) è stato un cardinale e vescovo cattolico francese.

## Biografia
Nacque a Tolosa il 28 gennaio 1708 in una celebre famiglia di antica nobiltà. Era il quinto degli undici figli di Charles de Rochechouart, conte di Clermont, e di Françoise de Montesquiou.
Papa Clemente XIII lo elevò al rango di cardinale nel concistoro del 23 novembre 1761.
Morì il 20 marzo 1777 all'età di 69 anni.

## Genealogia episcopale e successione apostolica
La genealogia episcopale è:
- Cardinale Guillaume d'Estouteville, O.S.B.Clun.
- Papa Sisto IV
- Papa Giulio II
- Cardinale Raffaele Sansone Riario
- Papa Leone X
- Papa Paolo III
- Cardinale Francesco Pisani
- Cardinale Alfonso Gesualdo di Conza
- Papa Clemente VIII
- Cardinale Pietro Aldobrandini
- Cardinale Laudivio Zacchia
- Cardinale Antonio Barberini, O.F.M.Cap.
- Cardinale Nicolò Guidi di Bagno
- Arcivescovo François de Harlay de Champvallon
- Cardinale Louis-Antoine de Noailles
- Cardinale André-Hercule de Fleury
- Cardinale Nicolas-Charles de Saulx-Tavannes
- Cardinale Jean-François-Joseph de Rochechouart

La successione apostolica è:
- Vescovo Charles-Bernard Collin de Contrisson (1775)